# Сантехник (фильм)
«Сантехник» (фр. Le plombier) – французско–бельгийский короткометражный порнофильм, снятый в  2016 году. В широкий прокат фильм вышел 15 октября 2016 года.

## Сюжет
Фламандский актёр Том оказывается на съёмках французского порнографического фильма, подменяя своего друга–дублёра. Обычно Том озвучивает персонажей мультфильмов, но сегодня он со своей напарницей Катрин будет играть роль сантехника.

## В ролях
- Том Ауденарт — Том
- Кэролайн Берлинер — Кэролайн
- Франсуа Эбуэле — сантехник
- Аврора Фаттье — Аврора
- Филипп Гран'Анри — Фил
- Ингрид Хейдершейдт — Ингрид
- Орели Ланнуа — Орели
- Валентин Лапьер — Валентин
- Катрин Сале — Катрин
- Дельфин Теодор — клиент
- Жан-Бенуа Югё — JC.

## Награды и номинации
Фильм был номинирован на такие награды как:
- Премия «Маргаритта» за лучший короткометражный фильм.
- Премия «За лучший короткометражный фильм года» – 2018
- Премия «Лучший актёр в короткометражном фильме» (Том Ауденарт) – 2018
- Премия «Лучшая актриса в короткометражном фильме» (Каролина Берлинер) – 2018
- Премия «Лучший дуэт» (Том Ауденарт, Каролина Берлинер) – 2018[1].